# Eket (Nigeria)
Pour les articles homonymes, voir Eket.
Eket, est la seconde plus grande ville de l'État d'Akwa Ibom au Nigeria. C'est également une zone de gouvernement local dans l'État d'Akwa Ibom. Eket est également le nom du groupe ethnique qui peuple la région mais aussi son langage, ainsi que d'un ancien royaume.

## Source
- (en) Cet article est partiellement ou en totalité issu de l’article de Wikipédia en anglais intitulé « Eket » (voir la liste des auteurs).